# Berberis valdiviana

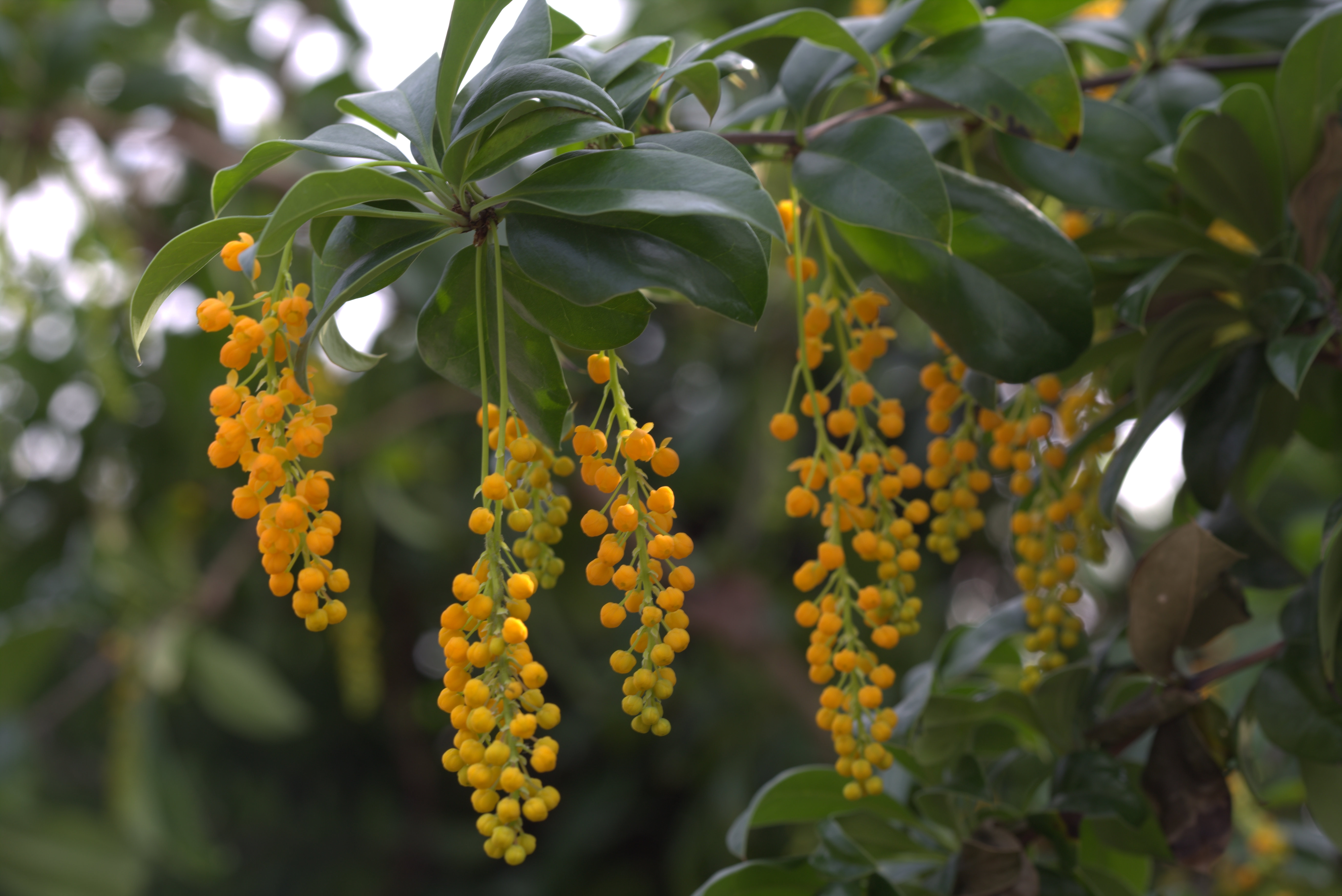
Blütenstand

Berberis valdiviana ist eine Pflanzenart aus der Familie der Berberitzengewächse (Berberidaceae). Sie stammt aus Chile. Die Beschreibung der Art wurde 1856 von Rudolph Amandus Philippi in Linnaea. Ein Journal für die Botanik in ihrem ganzen Umfange veröffentlicht. Eine nicht verbreitete deutsche Bezeichnung dieser Art ist Valdivia-Berberitze.

## Beschreibung
Berberis valdiviana wächst als Strauch und erreicht Wuchshöhen von 3 Metern. Die Rinde junger Zweige ist rötlich braun gefärbt, mit zunehmendem Alter verfärbt sie sich bald grau und weist dann auch oft Längsrisse auf. Die Dornen sind dreiteilig, die Dornäste werden 1 bis 3,8 Zentimeter lang, die seitlichen Dornäste stehen rechtwinklig zum mittleren.
Die steifledrigen, unterseits leicht helleren, stachelspitzigen und spitzen bis stumpfen Laubblätter sind elliptisch bis verkehrt-eiförmig, seltener eiförmig, 1,8 bis 8 Zentimeter lang und 1 bis 3,4 Zentimeter breit. Bisweilen sind auch dreilappige Blätter vorhanden. Der Blattrand ist flach oder leicht umgebogen, ganzrandig oder mit bis zu acht schmalen stacheligen Zähnen an jeder Seite besetzt, wobei die Zähne 1 bis 4 Millimeter lang werden können. Der Blattstiel kann bis 7 Millimeter lang werden.
Der hängende, traubige Blütenstand ist 3,5 bis 9 Zentimeter lang und setzt sich aus 10 bis 30 Blüten zusammen. Die Blütenstiele werden 4 bis 6 Millimeter lang. Die gelben Blüten enthalten 14 Blütenhüllblättern und werden 3 bis 5 Millimeter lang. Die fast kugelförmige Frucht, Beere ist etwa 6 Millimeter lang und weist einen bis 1 Millimeter langen Griffel auf und enthält ein bis zwei (vier) Samen, die etwa 4 Millimeter lang werden.
Berberis valdiviana blüht in ihrer Heimat von September bis November; sie fruchtet von November bis Januar.
Hybriden dieser Art mit Berberis darwinii sind bekannt.

## Verbreitung
Die in ihrer Heimat Clen oder Espina en cruz genannte Pflanzenart ist in Chile ein Endemit von der Provinz Colchagua südwärts bis zur Región de los Lagos. Sie wächst dort im Unterholz von Südbuchen-Wäldern.